# 沈黻
沈黻（1419年—？），字孰辯，直隸松江府華亭縣人，民籍，明朝政治人物。同進士出身。

## 生平
正統六年（1441年）辛酉科應天府鄉試第五十八名。景泰五年（1454年）甲戌科會試第二百二十八名，殿試登進士第三甲第二百一十二名。成化十八年（1482年）任廣東韶州府知府。

## 家族
曾祖父沈仲良。祖父沈肅。父亲沈鏞。